# Diclidanthera elliptica
Diclidanthera elliptica là một loài thực vật có hoa trong họ Polygalaceae. Loài này được Miers mô tả khoa học đầu tiên năm 1859.